# Gian Giacomo Adria
Gian Giacomo Adria ou Adria Johannes Jacobus de Paulo (né à Mazara del Vallo en Sicile circa 1485 – mort à Palerme en 1560) est un médecin, un historien et un humaniste italien.

## Biographie
Il effectue ses premières études à Mazara del Vallo avec l'humaniste Tommaso Schifaldo (d), puis s'installe à Palerme, où il étudie la rhétorique. Il se rend ensuite à Naples où il travaille avec Agostino Nifo.
Le 29 juin 1510 il obtient le diplôme de docteur en philosophie et de médecine de Salerne. Il commence à exercer la profession médicale en Sicile.
En 1535, il participe à la conquête de Tunis comme médecin et fait chevalier d'Empire par Charles Quint le 1er mars 1535. De retour à Rome, il apporte ses soins au pape Clément VII. Il est nommé Protomedicus de Sicile.
Il meurt à l'âge de 75 ans à Palerme où il est enterré dans l'église Saint-François-d'Assise de Palerme, où l'on peut lire l'épitaphe suivante :

« Hic jacet in suo sepulcro excellens Artium, et Medicinae Doctor Johannes Jacobus Adria de Paulo Siculus et Mazariensis Miles, et Medicus Imperialis, Siciliae Protomedicus, et concivis Panormitanus anno 1560. »

## Œuvres
Il a écrit plusieurs œuvres à caractère historico-scientifique, littéraire et poétique.

### Œuvres scientifiques
- De fluminibus Selinunti et Mazaro, 1513.
- Topographiae inclitae Civitatis Mazariae, Palermo, Johan et Antonium Papam, 1515.
- De laudibus Siciliae et primo de Valle Mazariae, 1535.
- De praeservatione pestilentiae ad Antonium filium.
- De Phlebotomia ad Carolum Imperatorem.
- De Balneis sicilis ad Antonium filium.
- De Medicinis ad varios morbos hominum.
- De vita sanctorum Martyrum mazariensium.

### Œuvres littéraires
- De laudibus virtutis, 1515.
- Epistola ad coniugem, Palermo, Antonium de Mayda, 1516.
- Epistola versu elegiaco ad coniugem Antoniam Scherinam, 1528.
- De laudibus Christi contra haereticos, 1529.
- In libellum de laudibus Christi explanatio, 1538.
- Liber de passione Christi, 1538.
- Historia Sicula M.S..
- Legenda SS. Viti, Modesti, et Crescentiae ad Mazariensis.

### Manuscrits
Les manuscrits suivants sont conservés à la Bibliothèque municipale de Palerme :
- De situ vallis Mazariae ad Hectorem Pignatelli Proregem.
- Litoralia Siciliae de Peloro ad Lylibaeum.